# بروس كوهن
بروس كوهن (بالإنجليزية: Bruce Cohen)‏ (و. 1961 – م) هو منتج أفلام، ومخرج أفلام، من الولايات المتحدة الأمريكية، ولد في فولز تشيرش.

## التعليم
تعلم في جامعة ييل.

## جوائز وترشيحات
حصل على جوائز منها:
- جائزة الأوسكار لأفضل فيلم، عن عمل: جمال أمريكي.

ترشح لـ:
- جائزة الأوسكار لأفضل فيلم، عن عمل: جمال أمريكي
- جائزة الأوسكار لأفضل فيلم، عن عمل: ميلك
- جائزة الأوسكار لأفضل فيلم، عن عمل: المعالجة بالسعادة.

## وصلات خارجية
- بروس كوهن على موقع IMDb (الإنجليزية)
- بروس كوهن على موقع ألو سيني (الفرنسية)
- بروس كوهن على موقع أول موفي (الإنجليزية)
- بروس كوهن على موقع قاعدة بيانات الأفلام السويدية (السويدية)
- بروس كوهن على موقع قاعدة بيانات الفيلم (الإنجليزية)
- بروس كوهن على موقع كينوبويسك (الروسية)